# NGC 356
NGC 356 (również PGC 3754) – galaktyka spiralna (Sbc), znajdująca się w gwiazdozbiorze Wieloryba. Odkrył ją Albert Marth 27 września 1864 roku.